# Тополница (притока Дунава)
Тополница (рум. Topolnița) је река у округу Мехединци у Румунији и лева је притока Дунава.
Извире код села Маларишка у општини Подени. Након села Сфодеа, река улази у 20 километара дугу Тополничку клисуру где делом тече под земљом. Крашки комплекс са Тополничком клисуром је проглашен за резерват природе.   Током свог тока најзначајније притоке су леве Балта, Паунешти, Њагоња, Плешува и десне притоке Клишевац, Шушица и Крихала. Након 44 километара свог тока, Тополница се улива у Дунав на висини од 36 m, западно од Дробета-Турну Северина.